# Wojciech Radziwiłł
Wojciech Radziwiłł (vers 1478-1519), en lituanien: Vaitiekus Radvila), évêque de Lviv (1502-1507) et de Vilnius (1507-1519)